# Васильевский сельсовет (Саракташский район)
Васильевский сельсовет — сельское поселение в Саракташском районе Оренбургской области Российской Федерации.
Административный центр — село Васильевка.

## История
Статус и границы сельского поселения установлены Законом Оренбургской области от 2 сентября 2004 года № 1424/211-III-ОЗ «О наделении муниципальных образований Оренбургской области статусом муниципального района, городского округа, городского поселения, установлении и изменении границ муниципальных образований»

## Население
| 2010  | 2012  | 2013  | 2014  | 2015  | 2016  | 2017  |
| ----- | ----- | ----- | ----- | ----- | ----- | ----- |
| 1436  | ↘1432 | ↘1405 | ↘1393 | ↘1392 | ↗1395 | ↘1384 |
| 2018  | 2019  | 2020  | 2021  |       |       |       |
| ↘1344 | ↘1328 | ↘1281 | ↘1262 |       |       |       |

## Состав сельского поселения
| № | Населённый пункт   | Тип населённого пункта       | Население |
| - | ------------------ | ---------------------------- | --------- |
| 1 | Васильевка         | село, административный центр | 610       |
| 2 | Кульчумово         | село                         | 327       |
| 3 | Новосёлки          | село                         | 176       |
| 4 | Покурлей           | деревня                      | 202       |
| 5 | Райманово          | деревня                      | 14        |
| 6 | Татарский Саракташ | село                         | 107       |